# Dinocephalia
De Dinocephalia zijn een onderorde van de Therapsida en omvatten ongeveer veertig soorten van uitgestorven "zoogdierreptielen" (vroege op reptielen lijkende Synapsida) uit de periode van het Perm.

## Naamgeving
In 1894 benoemde Harry Govier Seeley een onderorde Dinocephalia. De naam van de groep — δεινός betekent "verschrikkelijk" in het Oudgrieks en κεφαλή betekent hoofd — verwijst naar de grote schedels met soms bizarre vormen zoals benige uitwassen en sterk, tot vijf centimeter, verdikte botwanden.

## Ontdekkingsgeschiedenis
Fossielen van deze dieren zijn voornamelijk gevonden in Rusland en Zuid-Afrika. Dinocephalia waren de eerste basale Synapsida die door de wetenschap ontdekt werden. In 1838 benoemde de Russische professor Stephan S. Koetorga de geslachten Brithopus, Syodon en Orthopus. Hij dacht dat het zoogdieren waren. Richard Owen benoemde in 1876 de eerste dinocephaliër uit Zuid-Afrika: Tapinocephalus. Hij meende ten onrechte dat het om een dinosauriër ging. In de vroege twintigste eeuw werden veel Dinocephalia beschreven uit het Karoobassin van Zuid-Afrika, onder andere door Robert Broom en David Meredith Seares Watson. In het midden van de twintigste eeuw begon Lieuwe Dirk Boonstra deze taxa wast kritischer te benaderen en kwam tot de conclusie dat veel geslachten jongere synoniemen waren van eerder benoemde soorten. Door gebrek aan verdere wetenschappelijke aandacht werd deze situatie niet fundamenteel opgelost. Van het einde van de jaren negentig af, heeft modern fylogenetisch onderzoek de zaak echter sterk verhelderd.

## Evolutie
De Dinocephalia omvatten zowel plantenetende (onder andere Moschops en Estemmenosuchus) als vleesetende vormen (onder andere Anteosaurus en Titanosuchus). Dinocephalia behoren tot de oudste Therapsida die bekend zijn, samen met Parabradysaurus en Microsyodon uit de Goljoesjermafauna van Rusland, Eodicynodon uit Zuid-Afrika en vondsten uit de Dashankoufauna van China die uit het Roadien kunnen stammen. Vroeger werd wel gedacht dat de Dinocephalia in Rusland waren ontstaan maar na de Zuid-Afrikaanse vondsten is deze hypothese verlaten. De Dinocephalia lijken zich al vroeg in twee takken te hebben gesplitst: de vleesetende Anteosauria en de voornamelijk plantenetende Tapinocephalia. Die twee groepen waren de dominante landdieren van het het middelste Perm, het Guadalupien. Op het eind van dat tijdvak stierven ze kennelijk geheel uit. De oorzaak daarvan is onzeker. Er deed zich geen echt massa-uitsterven voor van andere groepen. Wellicht dat de verhoogde stofwisseling van de Therapsida leidde tot een snellere opeenvolging van levensgemeenschappen.

## Beschrijving
Dinocephalia konden vrij groot worden. Sommige soorten bereikten een lengte tot vijf meter en waren wellicht de grootste dieren in hun fauna.
De vleesetende en de plantenetende vormen toonden geheel eigen specialisaties. Dat heeft het wat lastig gemaakt gedeelde nieuwe kenmerken, synapomorfieën, te vinden voor de groep als geheel. Een beroemd onderscheidend kenmerk van de groep was het bezit van voortanden die interlocking waren, dus om en om in elkaar schoven bij sluiting van de muil. Dat leidde tot een verbeterde occlusie van het gebit. Deze eigenschap is echter later ook bij andere therapsiden, zoals Biarmosuchia, ontdekt.
Er zijn ook andere synapomorfieën geopperd. De benige neusgaten bevinden zich in een relatief achterwaartse positie. De praemaxilla heeft geen tak richting ploegschaarbeen meer zodat in het verhemelte deze vomer rechtstreeks het hoofdlichaam van de praemaxilla raakt. Het pterygoïde heeft een overdwars geplaatste vleugel die vóór de oogkas ligt. De buitenzijde van de teruggebogen beenplaat van het angulare mist richels en groeven. De binnenzijde van de onderkaak wordt tussen het prearticulare en angulare doorboord door een foramen.

## Fylogenie
In de fylogenie van de Synapsida die James Allen Hopson ontwikkelde, zijn de Dinocephalia binnen de Eutherapsida de zustergroep van de Neotherapsida. Deze begrippen gaan ervan uit dat de Biarmosuchia basaler zijn dan de Dinocephalia. Sommige analyses hebben de dinocephaliërs echter basaler gevonden. Ook is er de mogelijkheid dat de Dinocephalia in traditionele zin parafyletisch zijn, bijvoorbeeld doordat de Anteosauria en de Tapinocephalia geen zustergroepen vormen maar nauwer verwant zijn aan andere therapsiden dan aan elkaar. Een klade Dinocephalia wordt namelijk maar slecht ondersteund gezien het geringe aantal synapomorfiën.

### Taxonomie
Een traditionele indeling van de Dinocephalia is de volgende.
- Onderorde Dinocephalia
  - Rhopalodon
  - Stenocybus
  - Familie Phreatosuchidae
    - Phreatosuchus
    - Phreatosaurus

  - Familie Estemmenosuchidae
    - Estemmenosuchus

  - Familie Brithopodidae
    - Brithopus

  - Familie Syodontidae
    - Syodon
    - Australosyodon

  - Familie Anteosauridae
    - Deuterosaurus
    - Titanophoneus
    - Anteosaurus
    - Doliosauriscus

  - Familie Titanosuchidae
    - Titanosuchus
    - Jonkeria

  - Familie Tapinocephalidae
    - Tapinocanius
    - Ulemosaurus
    - Moschops
    - Struthiocephalus
    - Styracocephalus
    - Tapinocephalus

## Levenswijze
In zoverre Dinocephalia roofdieren waren, vertegenwoordigden de grootste soorten de apexpredatoren van hun leefgebied. De planteneters moeten een belangrijk beslag gelegd hebben op de beschikbare biomassa aan plantaardig materiaal, althans wat op lage hoogte te verwerven viel want met hun korte nekken konden ze niet echt hoog in de bomen reiken. Dit werd echter vaak gecompenseerd door een naar voren oplopende romp. Vermoedelijk hadden beide groepen een verhoogde stofwisseling en verdrongen ze zo koudbloedige reptielen, meer basale Eupelycosauria en "amfibieën".
De bizarre schedelvormen diende vermoedelijk om mee te pronken. Bulten op de schedel konden gebruikt worden om te vechten, door met de koppen tegen elkaar te slaan of de tegenstander pijnlijk in de flank te raken. Ook de verdikte schedeldaken bij sommige soorten konden die functie gehad hebben. Dit lijkt bevestigd te worden door het feit dat bij oudere dieren die structuren extra sterk ontwikkeld waren. Bij de vleesetende Anteosauria hadden de bulten vermoedelijk meteen het voordeel dat de schedel versterkt werd voor een krachtiger beet.